# Provincia di Bordj Badji Mokhtar
La provincia di Bordj Badji Mokhtar (in arabo: ولاية برج باجي مختار) è una wilaya algerina istituita nel 2019.

## Geografia
La wilaya di Bordj Badji Mokhtar è situata nel Sahara algerino. La sua superficie è di 120.026 km². È delimitata:
- a nord dalla provincia di Adrar;
- a est dalle province di In Guezzam e Tamanrasset;
- a ovest dalla provincia di Adrar, dalla Mauritania e dal Mali;
- a sud dal Mali.

## Storia
La provincia è stata istituita il 26 novembre 2019. Nel 2021 il presidente algerino Abdelmadjid Tebboune ha formalizzato la nuova suddivisione amministrativa. In precedenza era una wilaya delegata ai sensi della legge nº 15-140 del 27 maggio 2015, che creava nuove province e fissava l'elenco dei comuni annessi a ciascuna di esse.

## Società

### Evoluzione demografica
Secondo il censimento del 2008, i due comuni della provincia contavano 16.437 abitanti.

## Suddivisione territoriale
La provincia di Bordj Badji Mokhtar è attualmente composta dal distretto omonimo e da due comuni:
- Bordj Badji Mokhtar:
- Timiaouine.